# Ferry van Steen
Ferdinand Theodoor (Ferry) van Steen (Amsterdam, 3 oktober 1920   - Etowah (North Carolina), 20 maart 1998) was een Nederlands voetballer die uitkwam voor De Volewijckers. Hij emigreerde in 1948 naar de Verenigde Staten. Zijn naam werd er verbasterd tot Ferry Vansteen.

## Loopbaan
Ferry van Steen, zoon van Maria Catharina Mordhorst en een vader met dezelfde naam was machinebankwerker en instrumentmaker van beroep met een gedeeltelijke Ambachtsschoolopleiding.

### Beginjaren
Hij voetbalde in de junioren van De Volewijckers. Naast het voetbalveld was hij ook vaak te vinden op de graveltennisbanen in Buikslotermeer. Als tennisser speelde hij zowel in het enkel- als dubbelspel. Hij twijfelde tussen beide sporten, maar koos uiteindelijk voor voetbal.
Hij maakte op 18-jarige leeftijd als middenvelder zijn debuut in het eerste elftal van De Volewijckers. Dat was in de noodcompetitie in het seizoen 1939/40. Door de mobilisatie van het Nederlandse leger moesten veel clubs spelers voor langere tijd afstaan. Daarom besloot de KNVB om in 1939/40 alleen in de Eerste klasse een normale competitie af te werken. De clubs uit de andere klassen werden gemengd. 

### Honderdste goal
In het seizoen 1940/41 speelde De Volewijckers weer in de Derde klasse. De Noord-Amsterdamse club was al kampioen geworden in 1935, 1937 en 1939, maar promotie bleef telkens uit. In het eerste oorlogseizoen was De Volewijckers onverslaanbaar. De club won alle 22 competitieduels met als doelsaldo 107 voor en 15 tegen. Op 4 mei 1941 werd de titel een feit door de 2-0 zege in de stadsderby tegen De Meteoor. In de kampioenswedstrijd viel ook het honderdste doelpunt. Ferry van Steen, die weinig scoorde, was de maker. Hij schoot van grote afstand uit een vrije trap de bal hoog in het vijandelijke doelgebied. Zonder dat iemand eraan te pas kwam, verdween de bal in de bovenhoek. In de promotiecompetitie lukte het De Volewijckers om de Tweede klasse te bereiken.

### Opmars in oorlogstijd
Van Steen was een technische speler die op het middenveld goed in de kleine ruimte kon voetballen. Zijn loopbaan viel samen met de succesperiode van De Volewijckers. Als debutant pakte de club in 1942 direct het kampioenschap in de Tweede klasse en promoveerde opnieuw. Na de zevende plaats in 1943 won De Volewijckers een jaar later de titel in de Eerste klasse. Van Steen miste dat seizoen geen enkele minuut. Hij moest eigenlijk worden ingezet voor de Arbeitseinsatz⁣, maar omdat hij werkte bij een Duitse firma, was hij vrijgesteld.
Hij speelde in het kampioensjaar alle achttien duels in de reguliere competitie plus de acht wedstrijden om het nationale kampioenschap tegen Heerenveen, Heracles, Longa en VUC.
Op tweede pinksterdag 29 mei 1944 werd De Volewijckers landskampioen door de 4-1 overwinning op Heerenveen in het Olympisch Stadion.

### Naar Amerika
In het laatste oorlogsjaar 1944/45 lag de competitie stil. De Volewijckers pakte in november 1945, anderhalf jaar na het behalen van de landstitel, de draad weer op. Zowel in 1946 als in 1947 eindigde de club als tweede in de Eerste klasse. De twee oudste spelers Joop de Busser en Arie Konradt waren gestopt. Begin maart 1948 raakte de club met Ferry van Steen de derde speler van het kampioenselftal uit 1944 kwijt. Van Steen emigreerde naar de Verenigde Staten. Hij vestigde zich vanaf het Zwanenplein in Amsterdam-Noord in New York, twee weken na zijn huwelijk met Marie van Sabben op 17 februari. Hij speelde zijn laatste wedstrijd voor De Volewijckers op 15 februari 1948, uit tegen Zeeburgia (1-3 zege). In Amerika kon hij zijn voetballoopbaan vervolgen. Hij sloot zich aan bij de voetbalclub Swiss FC in New York dat uitkwam in de first division van de German American League. Bij deze club speelden meerdere Europeanen zoals de Nederlander Pierre van Mulken die afkomstig was van Maurits.
Hij kwam in oktober 1995 speciaal terug naar Nederland voor het 75-jarig jubileumfeest van De Volewiijckers.

## Clubstatistieken
| Seizoen         | Club            | Land            | Competitie                               | Competitie      | Competitie      | Beker           | Beker           | Internationaal  | Internationaal  | Overig          | Overig          | Totaal          | Totaal          |
| Seizoen         | Club            | Land            | Competitie                               | Wed.            | Dlp.            | Wed.            | Dlp.            | Wed.            | Dlp.            | Wed.            | Dlp.            | Wed.            | Dlp.            |
| --------------- | --------------- | --------------- | ---------------------------------------- | --------------- | --------------- | --------------- | --------------- | --------------- | --------------- | --------------- | --------------- | --------------- | --------------- |
| 1939/40         | De Volewijckers | Nederland       | Tweede/derde klasse D West I (noodcomp.) | 16              | 0               | –               | –               | –               | –               | –               | –               | 16              | 0               |
| 1940/41         | De Volewijckers | Nederland       | Derde klasse C West I                    | ?               | 1               | –               | –               | –               | –               | –               | –               | ?               | 1               |
| 1941/42         | De Volewijckers | Nederland       | Tweede klasse B West I                   | 20              | 0               | –               | –               | –               | –               | 4               | 1               | 24              | 1               |
| 1942/43         | De Volewijckers | Nederland       | Eerste klasse West I                     | 15              | 0               | –               | –               | –               | –               | –               | –               | 15              | 0               |
| 1943/44         | De Volewijckers | Nederland       | Eerste klasse West I                     | 18              | 0               | –               | –               | –               | –               | 8               | 0               | 26              | 0               |
| 1944/45         | Geen competitie | Geen competitie | Geen competitie                          | Geen competitie | Geen competitie | Geen competitie | Geen competitie | Geen competitie | Geen competitie | Geen competitie | Geen competitie | Geen competitie | Geen competitie |
| 1945/46         | De Volewijckers | Nederland       | Eerste klasse West I                     | 20              | 0               | –               | –               | –               | –               | –               | –               | 20              | 0               |
| 1946/47         | De Volewijckers | Nederland       | Eerste klasse West II                    | 19              | 0               | –               | –               | –               | –               | 1               | 0               | 20              | 0               |
| 1947/48         | De Volewijckers | Nederland       | Eerste klasse West I                     | 15              | 0               | –               | –               | –               | –               | –               | –               | 15              | 0               |
| Carrière totaal | Carrière totaal | Carrière totaal | Carrière totaal                          | 123             | 1               | –               | –               | –               | –               | 13              | 1               | 136             | 2               |